# Pallone d'oro 1972
L’edizione 1972 del Pallone d'oro, 17ª edizione del premio calcistico istituito dalla rivista francese France Football, fu vinta dal tedesco Franz Beckenbauer (Bayern Monaco).
I giurati che votarono furono 25, provenienti da Austria, Belgio, Bulgaria, Cecoslovacchia, Danimarca, Finlandia, Francia, Germania Est, Germania Ovest, Grecia, Inghilterra, Irlanda, Italia, Jugoslavia, Lussemburgo, Paesi Bassi, Polonia, Portogallo, Romania, Spagna, Svezia, Svizzera, Turchia, Ungheria e Unione Sovietica.

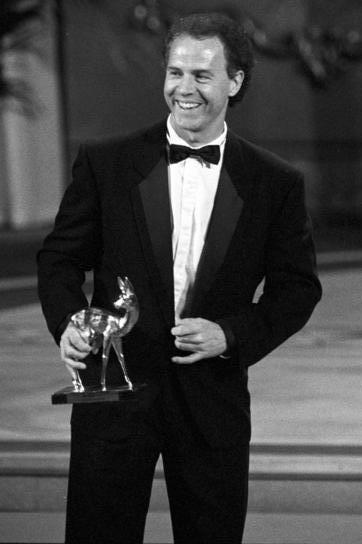
Franz Beckenbauer, vincitore del Pallone d'oro 1972.